# Тара Браун
Тара Браун (англ. Tara Brown; 14 березня 1968, Сідней) — австралійська телеведуча та репортер.

## Життєпис

### Дитинство та сім'я
Тара Браун народилася в Сіднеї, Новий Південний Уельс, Австралія. Має двох молодших братів. Коли Тарі було 9 років її батьки розлучилися, і з того моменту вона більше не спілкувалася з батьком, оскільки він навіть не намагався зв'язатися з нею.

### Навчання
Тара навчалася у університеті Чарльза Стурта в Бетхерсті, Новий Південний Уельс, який закінчила у 1989 році за спеціальністю «Бакалавр мистецтв»

### Кар'єра
Після закінчення навчання вона приєдналася до Сіднейського «Seven Network» як помічник начальника штабу. У 1991 році Браун перейшла до «WIN Television» у Вуллонгонг і взяла участь у кадетській журналістиці.
1992 року Тара приєдналася до «Nine Network», і почала працювати включаючи репортажі «Australian Agenda» для програми «Nightline». У 1993 році вона пішла з «Nightline» і стала репортером для «A Current Affair». Її найбільш пам'ятні історії для «A Current Affair» включають серію репортажів про групу австралійських солдатів, що повертаються до В'єтнаму на 20-ту річницю падіння Сайгону; та повнометражна історія про біженців у Бей-Хай на півдні Китаю.
2001 року вона стала репортером програми «60 Minutes» каналу «Nine Network» . Першою людиною, у якої Тара Браун брала інтерв'ю на «60 Minutes», був Мел Гібсон.
Тара Браун також була ведучою у «Nine Sunday AM News».
У квітні 2016 року Тара Браун та ще вісім людей (у тому числі троє інших співробітників «Nine Network», Девід Балмент, Стівен Райс та Бен Вільямсон) були заарештовані за звинуваченнями у викраданні дітей в Лівані. Ліванські судові джерела розповіли «The Guardian», що група буде звинувачена у «збройному викраданні, погрозах і фізичних ушкодженнях» — злочини, за які відбуватимуть покарання у вигляді двадцяти років позбавлення волі з каторжними роботами. Її звільнили з-під варти лише після того, як «Nine Network» заплатили великий грошовий внесок батькові дітей, які були предметом замаху на викрадення.

## Особисте життя
Браун була одружена з телепродюсером Джоном МакЕвоєм з 2000 року, але у 2017 році вони розлучилися. У неї є двоє синів, народжені у 2008 та 2010 роках.